# Port de Vilanova i la Geltrú
El Port de Vilanova i la Geltrú, sovint anomenat simplement Port de Vilanova, és el tercer port marítim més important de Catalunya. Es troba al terme municipal de Vilanova i la Geltrú i es de titularitat pública, administrat per la Generalitat de Catalunya.

## Característiques
El port disposa de 850 llocs d'amarratge distribuïts en set molls que sumen 3.012 metres lineals. A més el port compta amb dos dics, moll d'espera, escar, grua de quatre tones, pòrtic elevador de trenta tones, zona de reciclatge mediambiental, benzinera, esplanada de vela lleugera i serveis de manteniment i reparació d'embarcacions. Està vigilat les 24 hores. Està gestionat pel Club Nàutic Vilanova, el qual té restaurant, piscina, aparcament i escola esportiva. El port és accessible per a persones amb diversitat funcional.

## Activitat
La llotja del port de Vilanova rep 80 tones de peix fresc cada any, que són distribuïdes pel Principat.

## Dàrsenes
El port consta de quatre dàrsenes, cadascuna amb diversos molls.

### Dàrsena comercial
Consta de dos molls. El Moll de Baix a Mar, de 272 metres lineals, i el Moll de la Geltrú, de 198 metres lineals. Ambdós molls tenen 7 metres de calat.

### Dàrsena pesquera
Consta de cinc molls. De major a menor són el Moll dels Pescadors (289 metres lineals), el Moll dels Xarxaires (221 metres lineals), l'Espigó de la Pesca (220 metres lineals), el Moll de la Llotja (177 metres lineals) i el Moll Transversal (173 metres lineals). Tots cinc tenen 4 metres de calat.

### Dàrsena esportiva
Consta de vuit molls, que van 2 als 3,5 metres de calat i sumen un total de 923 metres lineals. En total hi ha 1.048 amarradors per eslores de sis a vint metres.

### Dàrsena esportiva per a grans eslores
Consta de cinc molls amb 5 metres de calat interior i 6,5 metres de calat exterior i d'una àrea tècnica de 7 metres de calat. Els cinc molls sumen un total de 685 metres lineals. Té 49 amarradors per eslores de vint-i-cinc a cent metres.